# 벚꽃을 보는 모임 문제

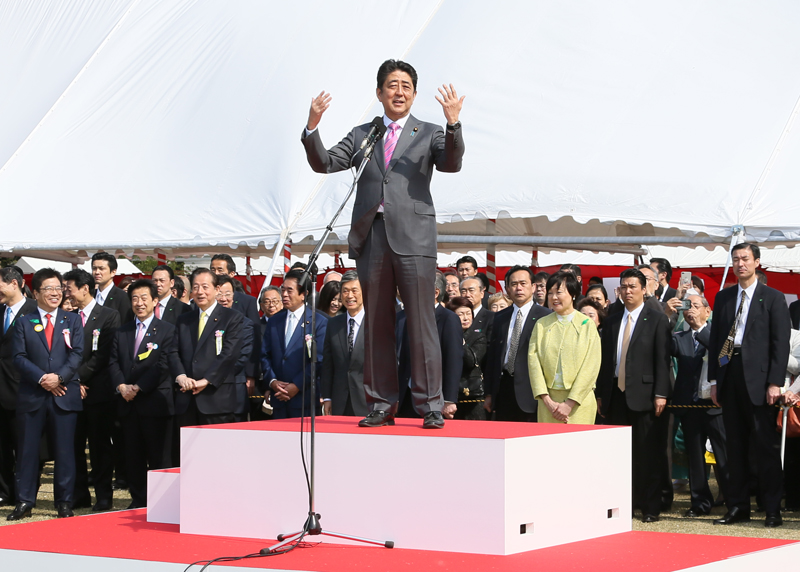
'벚꽃을 보는 모임' 행사에서 환영사를 진행하는 아베 신조 총리 (2017년 4월 15일)

벚꽃을 보는 모임 문제(일본어: 桜を見る会問題 사쿠라오미루카이몬다이[*])는 일본에서 내각총리대신이 매년 봄에 주최해 온 행사인 '벚꽃을 보는 모임'을 둘러싼 일련의 문제로, 2019년 5월부터 표면화되기 시작했다. 이 문서에서는 제2차 아베 신조 정권에서 문제가 된 공직선거법, 정치자금규정법, 공문서관리법 위반 문제와 이에 대한 비판, 그리고 이 문제와 관련된 일본 여야 정치권의 동정 등에 대해 다룬다.

## 배경
2019년 4월 13일에 개최된 '벚꽃을 보는 모임' 행사 때 지출된 금액이 당초 배정된 예산의 3배나 되는 약 5200만 엔에 달한다는 것이 같은 해 5월 13일에 열린 중의원 결산행정감시위원회에서 밝혀져 논란이 되었다.
이후 추가 조사를 진행한 결과 제2차 아베 신조 정권에서 2014년부터 2019년까지 6년 연속으로 배정 예산보다 더 많은 금액을 사용한 것으로 드러났다. 제2차 아베 정권 들어 '벚꽃을 보는 모임'의 지출비와 참석자 수는 모두 매년 증가하여 2019년 행사 참석자 수는 약 1만 8000명을 기록했다. 한편 '벚꽃을 보는 모임'을 위해 배정된 예산은 매년 1766만 6000엔으로 고정되어 있었다(물론 실제 지출액은 이보다 많았다).
| 배정 예산 초과 지출액 |      |      |      |      |      |
| 3005                  | 3841 | 4639 | 4725 | 5229 | 5518 |
| 2014                  | 2015 | 2016 | 2017 | 2018 | 2019 |

내각부 관계자는 "행사 준비 및 개최에 필요한 최소한의 금액"이라며 "테러 방지를 위한 보안 인력 강화나 참석자 수 증가에 따른 음식 준비 비용 등을 위해 지출이 증가할 수밖에 없었다"라고 설명했다. 이에 대해 일본공산당의 미야모토 도루 중의원 의원은 "행사 참석자 수 증가가 지출비 증가의 주된 원인으로 보인다"고 말했다.
한편 햐쿠타 나오키, 아리모토 가오리, 켄트 길버트 등 보수 성향의 문화계 인사들과 자민당 관계자 및 후원회 인사들이 꾸준히 행사에 참석해 온 것으로 확인되면서 아베 신조 총리 등 정부 인사들이 국가 예산으로 개최되는 행사를 정치적 목적으로 '사유화'한 것 아니냐는 비판이 일었다.

## 문제 요약
'벚꽃을 보는 모임'에 대해서는 여러 문제점이 지적되고 있는데, 다음은 그 요점들을 추린 것이다.
1. 아베 총리 지지자 및 관계자 초청
'각 분야에 공로와 공적이 있는 분들을 위로한다'는 행사의 본래 취지에 맞지 않게 정치인이나 지지자들을 대거 초청해 왔다는 의혹이 있다. 아베 신조 총리와 그의 부인 아키에를 비롯해 일부 자민당 관계자들은 매년 행사에 참석해 왔고, 2019년 행사 때는 같은 해 7월에 임기가 만료되는 자민당 소속 참의원 의원들이 초청되기도 했다. 입헌민주당 등 야당은 아베 총리가 지지자를 매수하여 행사에 동원한 것이라며 공직선거법 위반에 해당된다고 주장하고 있다.
2. 참석자 수와 지출 비용의 증가
행사 초청자 수와 지출 비용 모두 제2차 아베 정권 출범 후 첫 행사인 2013년부터 해마다 증가해 왔다. 2019년에는 배정된 예산의 3배가 넘는 금액을 행사 비용으로 지출하면서, 야당으로부터 '국가 행사 사유화'라는 지적을 받고 있다. 또 행사장에 이른바 '반사회적 세력(폭력조직, 우익단체 등)'이 잠입했을 가능성이 제기되기도 하는 등 행사장 보안 문제도 도마 위에 올랐다.
3. 참석자 명단 및 공문서 관리 문제
'벚꽃을 보는 모임' 문제가 수면 위로 떠오르며 국회에서 쟁점화되는 가운데 한 야당 국회의원이 정부에 행사 참석자 명단 제출을 요구하자, 불과 1시간도 안 되어 정부 공무원들이 참석자 명단이 적힌 종이 문서를 파쇄기에 넣어 파기했다는 의혹이 제기되어 논란이 일고 있다. 야당 의원들과 전문가들은 정부의 공문서 관리 실태에 문제가 있다고 비판하고 있다.

## 주요 문제

### 지지자 및 당 관계자 초청 문제
논란이 커지자 내각부는 2019년까지 수년간의 초청자 목록을 공개했다. 여기서 '정치인 참석자 정원'은 2005년에는 2,744명이었으나 2019년에는 3배가 넘는 8,894명으로 증가했다. 같은 기간 국제 사회나 재해 복구 작업 등에서 공헌한 국가유공자 참석자 수는 406명에서 182명으로 감소했다.

#### 지지자 접대 의혹
'벚꽃을 보는 모임'에 아베 신조 총리의 개인 후원회 관계자 850명이 초청되었던 것으로 드러났는데, 후원회 관계자들이 행사 전야제 때 식비 등의 항목으로 지출한 내역이 담긴 영수증을 이들이 묵은 호텔 측이 공개하지 않고 있는 점에 대해 야당은 집중 비판을 가하고 있다. 일각에서는 이 문제에 대해서도 공직선거법 위반 혐의를 적용할 수 있다는 해석이 나오기도 했다.
당초 아베 신조 총리는 2019년 11월 8일에 열린 참의원 예산위원회에서 "초청자 개개인에 대해서까지 일일이 확인한다는 건 불가능하다"며 관여를 부인했으며, "행사가 열리는 현지에는 자치회나 PTA 등의 임원을 지내고 계신 분들도 있으므로, 후원회 분들과 중복되는 건 충분히 일어날 수 있는 일"이라며 "결과적으로 추천인 중에 후원회 인사가 포함된 것"이라는 입장을 표명했다. 그러나 이후 11월 20일에는 "내가 직접 사무실에서 상담을 해 주면서 추천인에 대한 의견을 말한 적도 있었다"고 말해 해명이 미묘하게 달라졌다. 이어 2020년 1월 28일 중의원 예산위원회에서는 "내가 파악한 각계 각층 인사들도 행사에 초청하라는 의견을 전달한 적도 있다"며 초청자 선정 과정에 적극적으로 관여했음을 인정했다. 아베 총리 본인의 의원 사무실에서 추천한 인사가 행사에 초청된 것이 적합했는지에 대한 질문에는 "의원 사무실을 항상 점검하는 데에는 한계가 있다. 내각부에서 적합 여부를 포함해 정리하고 있다"며 최종 책임은 내각부에 있다는 입장을 표명했다.
또 시간상으로 내각부가 참석자들에게 공식적으로 초청장을 보낸 시기는 2019년 3월 10일인데, 그보다 훨씬 이전인 2월 중순에 아베 총리의 의원 사무실이 지지자들에게 "벚꽃을 보는 모임에 참석해 주셔서 감사합니다"라는 문구와 함께 4월 13일에 열릴 본행사 일정을 안내하는 문서를 보낸 것으로 밝혀진 것도 구설에 올랐다. 이에 대해 2019년 11월 일본공산당의 다무라 도모코 참의원 의원이 "정부가 일처리를 잘못한 것 아닌가"라고 추궁했고, 이에 대해 스가 요시히데 관방장관은 "내각관방과 내각부가 정리를 하고 있다"며 구체적인 답변을 피했다.

#### 총리 부인 아베 아키에의 관여 혐의
내각관방의 고위급 관료는 국회에 출석한 자리에서 "참석 희망자를 모집하는 과정에서 아키에 씨의 추천도 있었다"고 답변했다.
한편 2017년 내각은 "내각총리대신의 부인은 '사인(私人)'으로 본다"는 유권 해석을 내렸고, 2019년 11월에도 재차 "총리대신 부인은 공인이 아닌 사인(私人)이라는 해석을 유지한다"는 각의(국무회의) 결정을 내렸다.
'벚꽃을 보는 모임' 행사에서 제공되는 식사(食事)는 아베 총리의 부인인 아베 아키에의 지인의 회사가 7년째 수주해 온 것으로 밝혀졌다.

#### 지방의회 의원 초청
이전까지 도도부현(광역자치단체) 의회에서는 해당 의회 소속 자민당 간사장만이 행사에 참석했지만, 2018년 행사 때는 자민당 소속 교토부 의회 의원과 시가현 의회 의원 전원에게 초청장이 전달되었다. 공교롭게도 2018년은 자민당 총재 선거가 있던 해였고, 현직이었던 아베 신조가 자민당 총재직 3선을 노리고 있었다. 자민당 총재 선거는 당 소속 국회의원과 당원 전원의 투표로 진행되는데, 이 중 당원 투표에서 이시바 시게루 전 간사장이 맹추격해 오고 있었고 심지어 접전이 예상된다는 전망까지 나오면서 아베가 자민당 지방 조직의 분위기를 다잡기 위해 의원 전원을 초청한 것이라는 해석도 있었다. 이듬해인 2019년은 다시 원래대로 돌아갔다.

### 행사 초청자 명단 파기와 공문서 관리 문제
2019년 5월 9일, 일본공산당의 미야모토 도루 의원은 정부에 연도별 행사 초청자 명단 및 비용 지출 내역 등의 자료 제출을 요구했다. 그러나 이날 내각부 소속 공무원들이 자료 제출 요구가 들어온 지 약 1시간 만에 초청자 명단이 적힌 종이 문서를 파쇄기에 넣어 파기한 것으로 알려지면서 논란이 되었다. 이에 대해 5월 21일 내각부 관계자는 국회에 출석한 자리에서 "초청자 명단을 이미 파기했다"라고 답변했다. 한편 이 시점에서는 삭제되었던 초청자 명단의 복구 데이터가 나온 상태였다.
2013년부터 2017년까지의 초청자 명단에 대해서는 '관리 문서에 초청자 명단을 기재하지 않았다', '문서를 파기하면서 총리의 동의를 얻지 않고 진행했다', '파기 후 공문서 파기 목록에 기재하지 않았다'라는 등 3가지 사실이 밝혀졌다. 이 중 첫 번째와 두 번째는 공문서관리법 위반에 해당하고 마지막 세 번째는 정부의 공문서 관리 가이드라인에 어긋나는 것이다.
이와 같은 공문서 관리 문제에 대해 2020년 1월 10일 스가 요시히데 관방장관은 기자회견에서 "사무 처리 과정에서 기재 누락이 있었다"고 답변했다. 이후 1월 14일에는 "민주당 정권 시절에도 2011년과 2012년에 행사 기록이 제대로 남겨지지 않았다"면서 "이 문제는 2013년 이후에도 계속됐다"고 밝히기도 했다.
문서 파기 문제에 관해서는 1월 10일 스가 요시히데 관방장관이 공문서관리법이 의무로 규정한 '총리의 동의(실질적으로는 내각부의 동의)'를 얻는 절차를 취하지 않았음을 인정했다.
한편 내각부가 2014년부터 2019년까지의 초청자에 대해 '각계 공로자(총리대신 등)', '각계 공로자(각 성청(省廳))' 등으로 구분하여 행사 참석자를 기록한 자료를 가지고 있었음에도 8개월간 이를 은폐한 사실이 드러나기도 했다. 또 2019년 11월 내각부가 국회에 제출한 행사 초청자 명단 중 '초청된 정부 기관' 항목에서 '내각관방 내각총무관실'이라고 원본에 나와 있던 것을 제출본에서는 삭제하여 제출한 것이 2020년 1월 뒤늦게 밝혀졌다. 이에 대해 오쓰카 유키히로 내각부 대신관방장(大臣官房長)은 "지극히 부적절했다"라고 인정했다.
내각부는 관리 문서 기재 누락, 문서 부분 삭제를 지시한 전현직 인사과장 6명에 대해 '엄중 주의' 처분을 내렸다.

### '벚꽃을 보는 모임' 전야제를 둘러싼 논란
2013~2019년의 '벚꽃을 보는 모임' 행사 전날에는 아베 신조 총리의 후원회 주최로 도쿄에 위치한 호텔 뉴 오타니와 ANA 인터콘티넨털 호텔에서 저녁 모임 행사를 따로 개최하였고 이를 '전야제'라고 부른다. 야당에서는 전야제 참석자에게 1인당 5000엔의 회비를 받은 것에 대해 "행사 규모를 보았을 때 너무 적은 것이 아니냐"라고 지적하며 공직선거법 또는 정치자금규정법 위반 가능성을 제기하고 있다. 이에 대해 아베 총리는 "전야제가 치러지는 연회장 입구에 있는 접수 창구에서 의원 사무실 직원이 1인당 5000엔씩 걷은 뒤 호텔 명의로 발급된 영수증을 즉석에서 전달했으며, 접수가 모두 끝난 뒤에는 걷은 회비를 호텔 측에 맡겼다"고 설명했다.
한편 2020년 2월 17일 중의원 예산위원회에서 쓰지모토 기요미 의원은 ANA 인터콘티넨털 호텔에 문의한 결과 다음과 같은 답변을 받았다고 밝혔다. 이를 근거로 쓰지모토 의원은 "총리의 기존 답변과 모순된다"고 추궁했다.
(1) 자사 호텔에서 열리는 모든 행사에 대해 비용 견적서를 주최 측에 전달하지 않은 경우는 없다.
(2) 결제자 이름을 공란으로 둔 채 영수증을 발행한 사례는 없다.
(3) 호텔에서 직접 주최하는 행사가 아닌 이상 수백 명이 참석하는 대규모 행사에 대해 참석자 개개인에게 회비를 받아 보관하는 경우는 없다.
(4) 상기한 (1)~(3)의 규정에 대해 행사 주최자가 정치인 또는 관련 단체라는 이유로 예외를 적용한 적은 없다.

같은 날 아베 총리는 "호텔 측에 다시 문의해 본 결과, 쓰지모토 의원에게 전달된 답변은 어디까지나 '일반론'이며, 개별 안건에 대해서는 영업 비밀에 해당하기 때문에 답변할 수 없었다고 했다"라고 밝혔다. 그러나 ANA 호텔 관계자는 마이니치 신문, 아사히 신문과의 인터뷰에서 "개별 안건에 대해서는 영업 비밀이기 때문에 답변할 수 없다고 말한 적은 없다"며 아베 총리의 발언 내용을 일부 부인했다.
2020년 12월 3일, 도쿄 지방검찰청 특별수사부(특수부)는 아베 신조 전 총리를 참고인 신분으로 소환 조사할 방침을 내리고 아베에게 출석을 요청했다. 이와 관련한 국회 출입 기자들의 질문에 대해 아베 전 총리는 "들은 바 없다"라는 반응을 보였다. 다음 날인 12월 4일 도쿄 지검 특수부는 아베 전 총리의 공설 제1비서(후원회 대표)와 후원회 사무담당자 2명을 정치자금규정법 위반 혐의로 약식 기소를 검토하겠다고 밝혔다. 다만 벌금형에 해당하기 때문에 정식 재판은 열리지 않을 전망이다.

#### 정치자금 수지 보고서 문제
정부가 주기적으로 발표하는 '정치자금 수지 보고서'에는 최소 2015년 이후의 전야제에 관한 기록이 없다. 아베 신조 총리는 당초 "후원회 차원의 수입과 지출이 없기 때문에 정치자금 수지 보고서에 기재할 필요가 없었다"는 주장을 반복했다. 이에 대해 2020년 1월 30일 입헌민주당의 야마노이 가즈노리 의원은 "후원회가 호텔과의 계약 주체가 아닌가. 정치자금 수지 보고서에 기재할 필요가 없었다는 말은 앞뒤가 맞지 않는다"라고 지적했다. 이에 대해 아베 총리는 "후원회 주최이지만 수지는 발생하지 않았고, 회비는 연회장에서 의원 사무실 직원이 직접 걷어 호텔 측에 건네준 것이므로 행사 참석자가 호텔에 직접 지불한 것과 같다"면서 "계약 주체는 후원회가 아니라 참가자 개인이므로 정치자금 수지 보고서에 기재할 필요가 없다"고 주장했다. 야마노이 의원은 이에 대해 "(행사에 참석한) 800명 모두가 각각 호텔과 계약을 맺었을 리가 없지 않느냐"라고 비판했다.
아베 총리는 이후 2월 20일에 "의원 사무실이 호텔 측과 연회장 예약 건으로 일정을 협의하기는 했으나 계약은 하지 않았다"는 주장을 폈다. 이에 대해 아오야마 가쿠인 대학의 하마베 요이치로 교수는 "당사자끼리의 합의로 계약이 성립한 만큼, '합의 이퀄 계약'이다. 아베 총리의 의원 사무실이 계약의 주체임은 분명하다"고 지적했다.

### '반사회적 세력'의 행사장 잠입 문제
2019년 11월 21일, 입헌민주당의 한 의원은 "벚꽃을 보는 모임에 반사회적 세력(폭력조직, 우익단체 등)이 잠입했을 가능성이 있다"고 지적했다. 이와 관련해 11월 26일 스가 요시히데 관방장관은 "잠입 여부는 파악하지 못했지만 결과적으로는 들어갔을 것으로 본다"라고 기자회견에서 말했다.
한편 12월 10일 내각은 '반사회적 세력'의 정의에 대해 "그 형태가 다양하고, 또한 시기별 사회 정세에 따라 변화할 수 있는 것이므로 미리 한정적, 통일적인 정의를 내리기는 곤란하다"라는 결정을 내렸다.

## 정부의 해명

### 아베 신조 총리
- 행사 초청자 명단을 파쇄기에 넣어 파기한 문제와 관련해 아베 신조 총리가 국회에서 "장애인 직원의 근무 교대 문제"라고 말하자 야당 의원들이 강하게 반발하는 소동이 벌어지기도 했다.
- 행사 초청장을 아베 총리의 지역구인 야마구치현 제4구 유권자들에게 보낸 것이 논란이 된 후 2020년 1월 28일 일본공산당 미야모토 도루 의원이 "지역구 유권자들에게 초청장이 전달되었다는 사실을 인지한 시기가 언제인가"라고 묻자 아베는 "폭넓게 초청자를 물색하고 있다는 생각은 했어도 지역구 유권자를 초청하고 있다는 생각은 하지 않았다"라고 답변했다. 한편 아베는 자신의 의원 사무실이 정부가 공식 초청장을 발송하기 전에 일부 추천자에게만 초청 결정을 통지한 사실은 인정했다.[40]
- 2020년 1월 30일 열린 참의원 예산위원회에서 2018년 4월 개최된 '벚꽃을 보는 모임' 행사에 자민당 소속 지방의회 의원이 다수 초청된 것과 관련해 "9월 총재 선거를 위한 분위기 다잡기 아닌가"라는 질문에 대해 아베 총리는 "총재 선거 출마를 최종 결단해 발표한 것은 2018년 8월이다. 4월에 열린 '벚꽃을 보는 모임' 행사와는 관련이 없다"라고 답변했다.[41] 그러나 2017년 자민당이 당규를 개정하면서 자민당 총재의 연임 제한을 연속 2기에서 3기로 바꾸었는데, 이에 대해 "현직 아베 총재의 3선을 위한 사전 작업"이라는 비판이 제기되기도 했던 만큼 논란을 잠재우지는 못했다.
- '오랜 관행'에 따라 행사 참석자 수가 증가한 것이라고 해명해 온 아베 총리이지만, 역대 정권 중에서도 참석자 수 증가율이 눈에 띄게 높다는 점은 비판의 대상이 되고 있다.
- '벚꽃을 보는 모임' 전야제 때 발행된 영수증의 수취인명 공개 요구가 나온 뒤 아베 총리는 "호텔 측으로부터 수취인명과 같은 부분적인 것이라도 (호텔 측의) 영업 비밀과 관련되어 있기 때문에 공개를 전제로 한 자료 제공 요구에는 응할 수 없다는 보고를 받았다"라고 답변했다.[42]

### 스가 요시히데 관방장관
아베 신조 정권의 기둥이자 '철옹성'으로 불리며 각종 의혹에 대해 적극적으로 나서서 반박해 왔던 스가 요시히데 관방장관도 이 문제에 있어서는 어색한 대응이 눈에 띄었다. 또 스가 관방장관이 국회에 출석한 자리에서 아베 총리의 초청자 선정 과정 관여를 부정하는 발언을 하자 다른 내각관방 간부가 "아베 총리의 의원 사무실에서 폭넓게 초청자를 모집하는 과정에서 부인(아베 아키에)의 추천도 있었다고 합니다"라며 스가 관방장관의 답변에 정면으로 배치되는 발언을 하기도 하는 등 정부 내부의 엇박자도 조명되었다.
내각부가 행사 초청자 명단이 적힌 종이를 파쇄기에 넣어 파기한 문제에 대해 "컴퓨터 데이터에는 문서가 남아 있는 것 아닌가"라는 지적이 쏟아지자 스가 관방장관은 "컴퓨터에 있던 문서도 이미 삭제되었고, 삭제된 데이터는 복원을 할 수 없는 것으로 알고 있다"라고 답변했지만, 현재 컴퓨터 데이터 복원 기술이 상당한 수준에 올라 있다는 점을 감안할 때 "의문이다"라는 목소리도 나왔다. 또한 "정부의 공문서 데이터베이스를 공개할 수는 없나"라는 질문에 대해서는 "같은 시스템을 국가안전보장회의(NSC) 사무국도 이용하고 있어 국가 기밀 유출 위험 때문에 불가능하다"라고 답변했다.

### 기타무라 세이고 지방창생 담당대신
내각에서 '벚꽃을 보는 모임' 행사를 주관해 온 기타무라 세이고 내각부 특명담당대신(지방창생 담당)은 2020년 2월 7일에 열린 중의원 예산위원회에서 야당 의원의 질문에 제대로 답변하지 않는 태도를 보였고, 이에 입헌민주당 등 야당 의원들이 반발하며 집단 퇴장했다. 결국 회의 시간을 약 2시간 남겨두고 위원회는 산회했다. 기타무라는 기자회견에서 이전의 발언과는 달리 태도가 오락가락하는 모습을 보였고, 이후 "언행에 신중한 모습을 보여야 했다. 앞으로는 정상적인 대신(大臣)으로서의 일을 할 수 있도록 노력하겠다"라고 말했다.
이후 2월 26일 도쿄도 내에서 열린 한 파티에 참석한 기타무라는 "예산위원회에서 말문이 막히는 바람에 유명세를 탔다. 정말로 고맙다"라고 말해 다른 참석자들의 웃음을 불러일으켰다.

## 검찰 고발
2020년 5월 21일, 일본 전역의 변호사와 학자 660여 명은 아베 신조 당시 총리와 후원회 간부 등을 공직선거법 위반(기부행위)과 정치자금규정법 위반 혐의로 도쿄 지방검찰청 특별수사부에 고발했다. 이에 대해 도쿄 지검 특수부는 "대리인에 의한 고발은 접수할 수 없다"며 고발을 수리하지 않는 한편, 2020년 11월에는 아베 전 총리의 공설 비서 등 의원 사무실 관계자 20명을 소환 조사했다.

## 기타
과거 '벚꽃을 보는 모임' 행사에 참석한 뒤 블로그 등에 관련 내용을 게시했던 후지이 리쓰코, 도모다 유 등 야마구치현의 기초단체장이나 현의회 의원들은 2019년 논란이 커지자 대부분 게시물을 삭제했다. 한편 같은 해 11월 12일 자민당 참의원 간사장이었던 세코 히로시게도 행사 참석 때 찍은 사진을 홈페이지에서 삭제했다.